# Bajcsy-Zsilinszky út (Metró Budapest)
Bajcsy-Zsilinszky út (früher: Váci körút) ist eine 1896 eröffnete Station der Linie 1 (Földalatti) der Metró Budapest und liegt zwischen den Stationen Deák Ferenc tér und Opera. 
Die Station befindet sich an der nach Endre Bajcsy-Zsilinszky benannten Straße im VI. Budapester Bezirk. In ihrer Nähe befindet sich die St.-Stephans-Basilika.

## Galerie

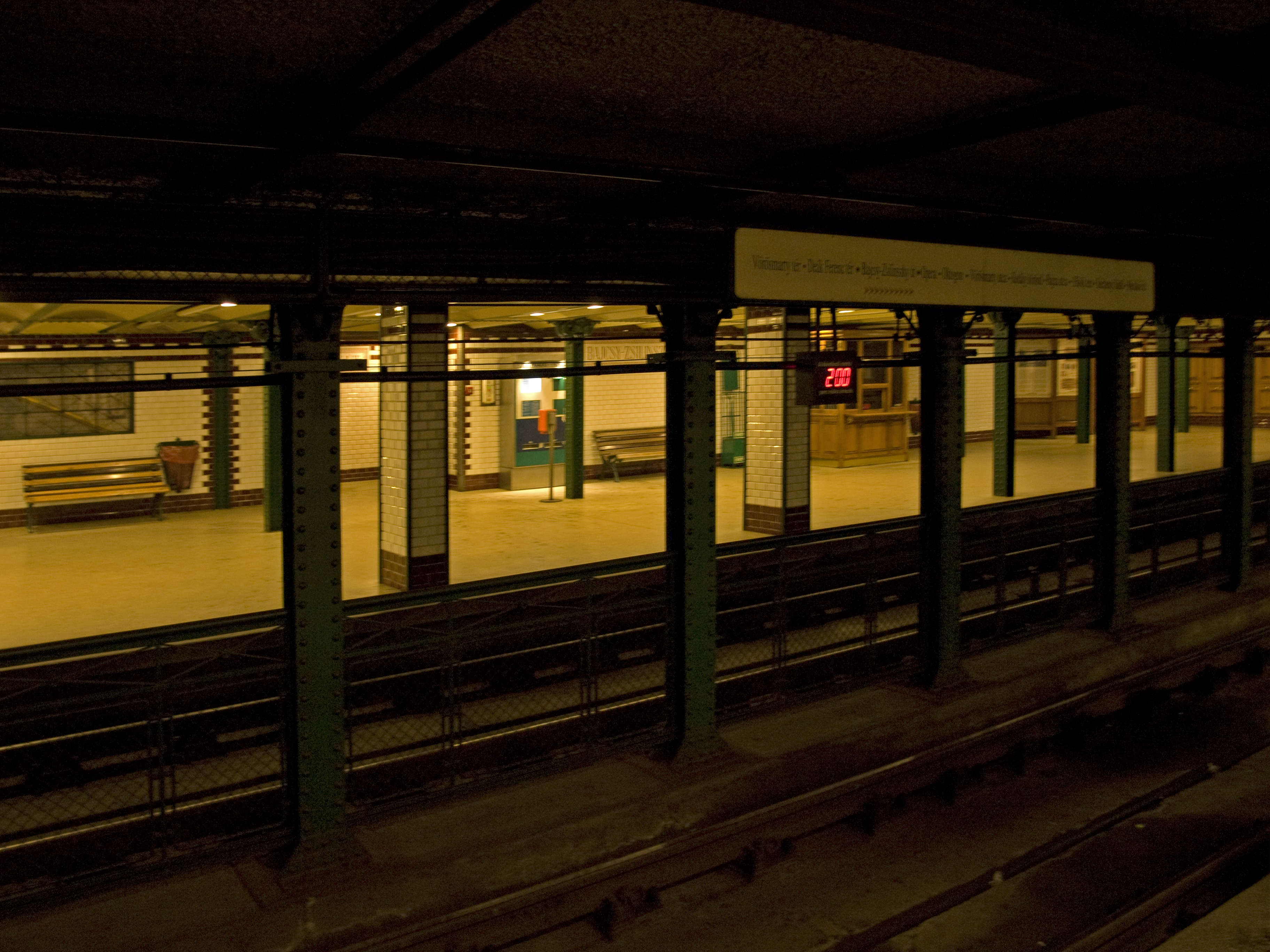
Gegenüberliegender Bahnsteig.
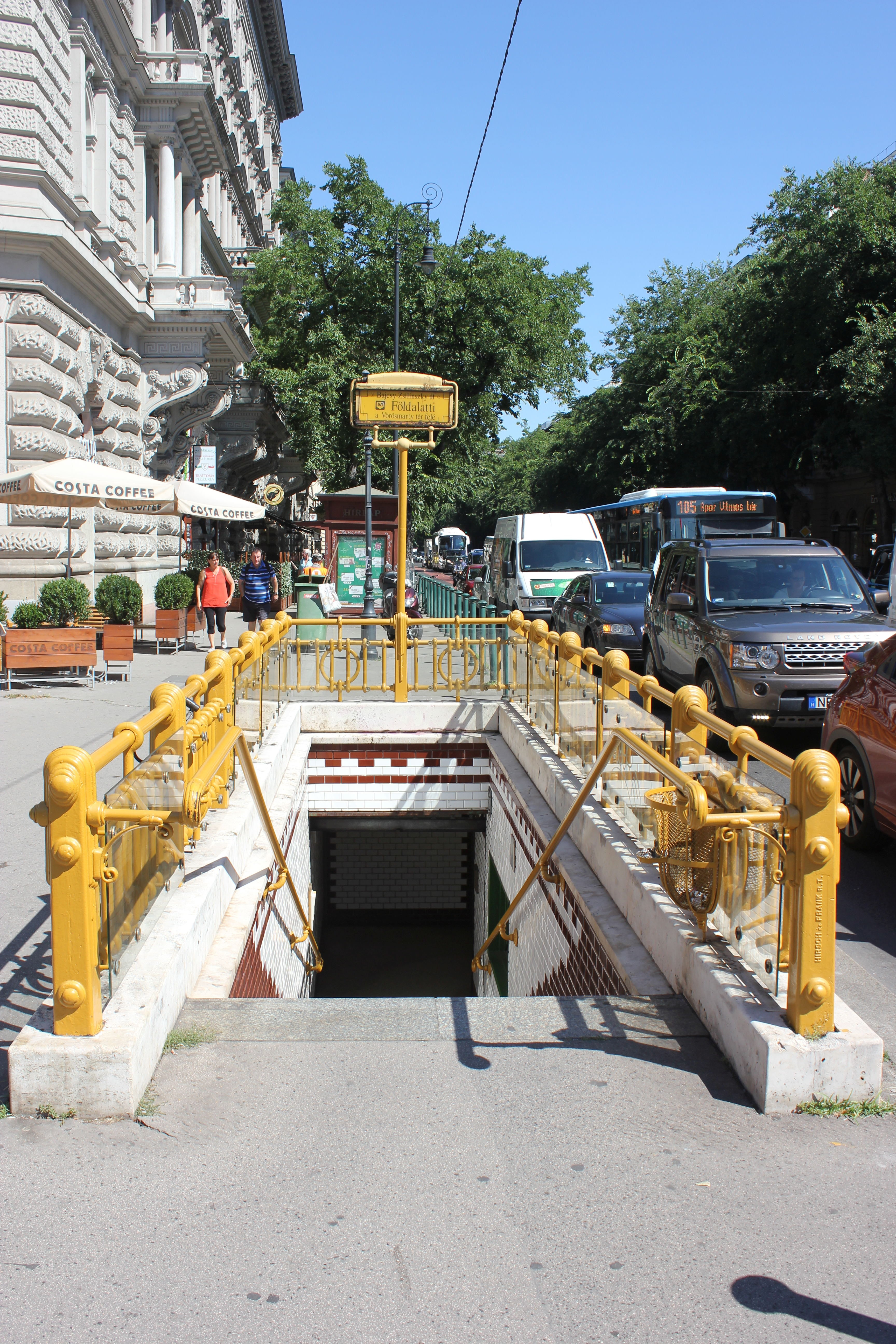
Zugang